# Jerusalén en el islam

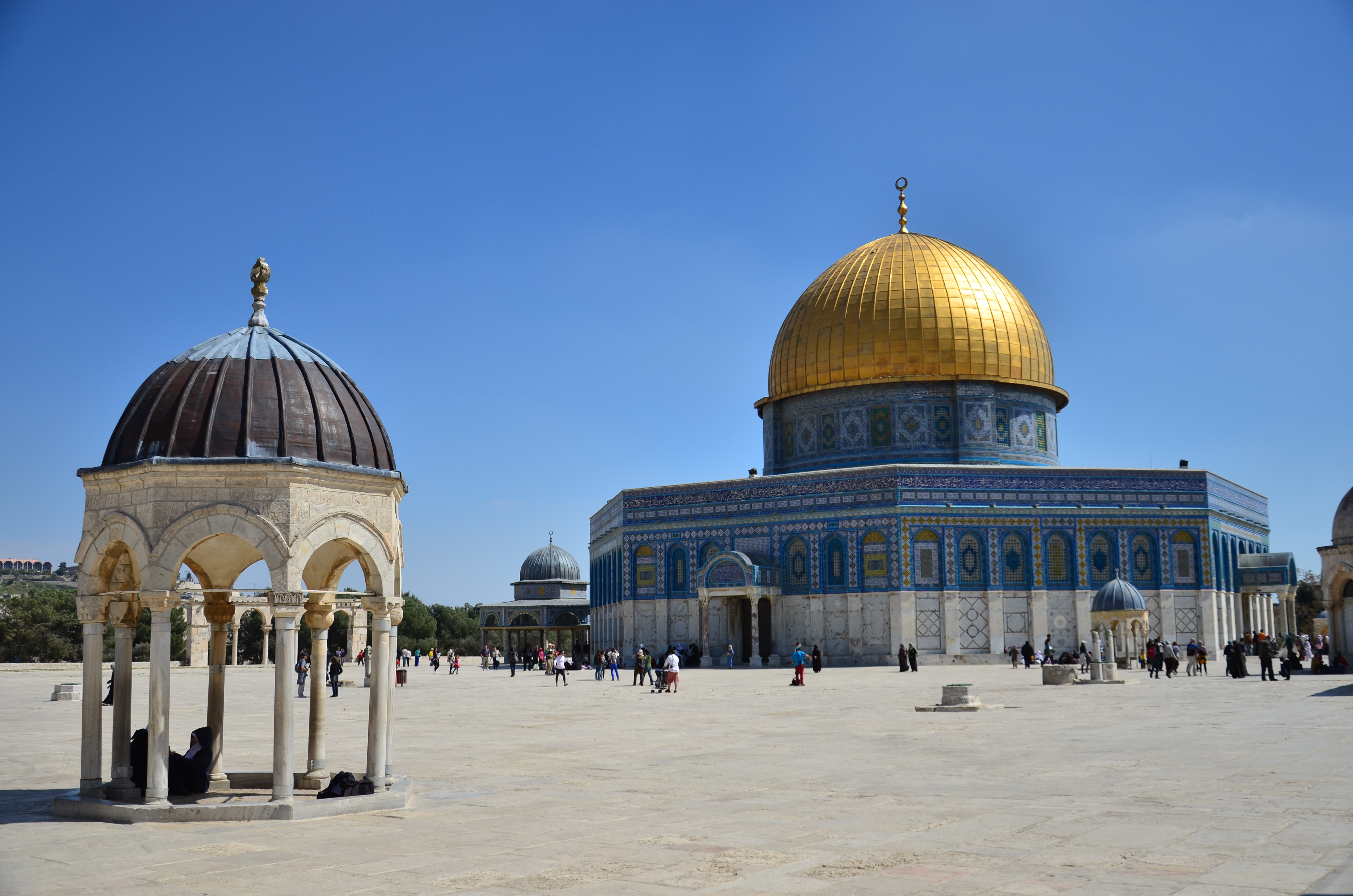
Explanada de las Mezquitas, en Jerusalén

Jerusalén es una de las tres ciudades más sagradas del islam según la tradición suní, junto con La Meca y Medina. La tradición islámica venera a una serie de profetas anteriores a Mahoma que estuvieron relacionados con la ciudad, entre los que se encuentran David, Salomón, Abraham y Jesús. Además, sostiene que el profeta Mahoma la visitó en un viaje nocturno (Isra wal Mi’raj) y ascendió a los cielos desde ella. Debido a esta importancia, Jerusalén fue la primera alquibla (dirección hacia la que se ora) para los musulmanes, y el propio profeta Mahoma designó la Mezquita de Al-Aqsa como lugar de peregrinaje.

## Profetas
La religión islámica predica que Alá envió a múltiples profetas a difundir el islam y algunos de sus conceptos, como el monoteísmo, el Génesis, el Juicio Final, el cielo y el infierno. Muchos de estos profetas aparecen en la Biblia, como David, Salomón, Elías o Abraham, todos ellos con fuertes vínculos con la ciudad de Jerusalén. De hecho, la tradición islámica establece que Mahoma desciende de Ismael, mientras que otros personajes venerados por el islam pertenecen a la rama de su hermano Isaac, como Jacob, Moisés, Juan el Bautista o Jesús.

## Mahoma

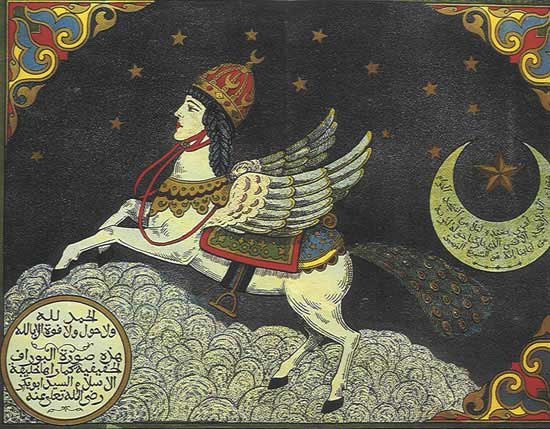
El corcel milagroso Buraq, sobre el que Mahoma hizo su Viaje Nocturno

Nacido en el año 570 d. C., los musulmanes creen que Mahoma fue un mensajero de Dios. Introdujo la perspectiva de que Dios debe ser adorado mediante la oración, recitando sus mensajes y adorándolo solamente a Él. Mahoma se proclamó el último profeta de las religiones judaico-cristianas y fundó la tercera religión abrahámica: el islam. Los musulmanes creen que en el año 620 d. C., en un contexto de creciente hostilidad en La Meca, Alá envió a Mahoma a lomos de un corcel milagroso (Buraq) desde allí hasta la Mezquita Más Lejana (Masjid al-Aqsa), en Jerusalén, donde dirigió a decenas de miles de personas en la oración. Al terminar, el arcángel Jibril (Gabriel) acompañó a Mahoma a la Roca y desde allí a los cielos, en presencia de figuras sagradas como Adán, Abraham, Moisés o Jesús, y finalmente ante Alá. La Cúpula de la Roca es un santuario sagrado del islam en Jerusalén, construido en lo que los judíos conocen como el Monte del Templo y los musulmanes como Haram al-Sharif, justo en el lugar desde el que ascendió Mahoma a los cielos para recibir el segundo pilar del islam (rezar cinco veces al día) del propio Alá, un precepto que sigue manteniéndose a día de hoy.

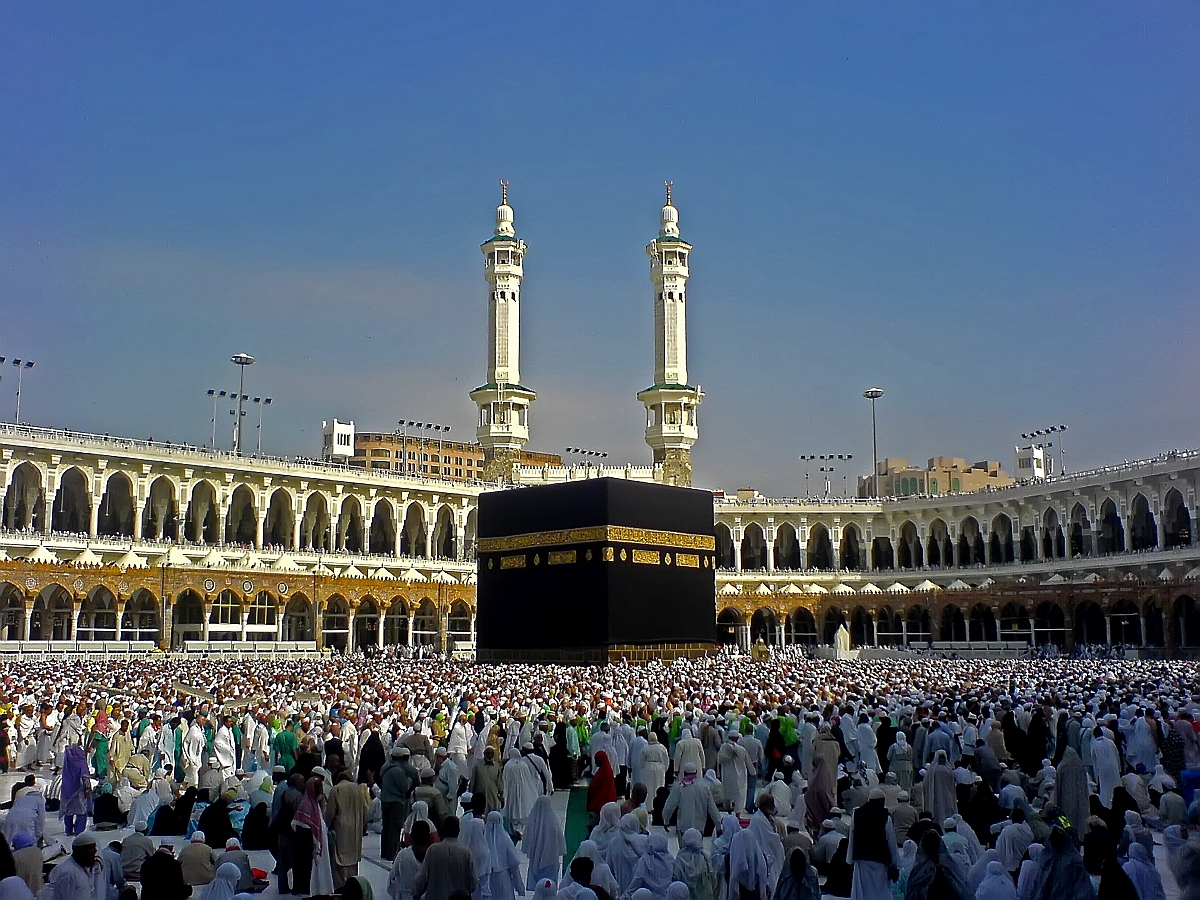
La Kaaba, en La Meca

## Alquibla
La alquibla es la dirección hacia la que los musulmanes han de orar cinco veces al día, según ordena el segundo pilar del islam. A día de hoy la oración se dirige hacia la Kaaba, en La Meca, un santuario que los musulmanes creen que fue construido por Adán, reconstruido por Abraham y rededicado al monoteísmo por Mahoma. Sin embargo, durante una docena de años de la vida de Mahoma la alquibla fue Haram al-Sharif (el Monte del Templo), en Jerusalén. De hecho, las primeras mezquitas de Medina se construyeron mirando hacia Jerusalén. En dicho monte se encuentran dos de los lugares más sagrados del islamː la Mezquita de al-Aqsa y la Cúpula de la Roca, cuyo nombre deriva de la roca desde la que los musulmanes creen que Mahoma subió al cielo.

## Mezquita de al-Aqsa

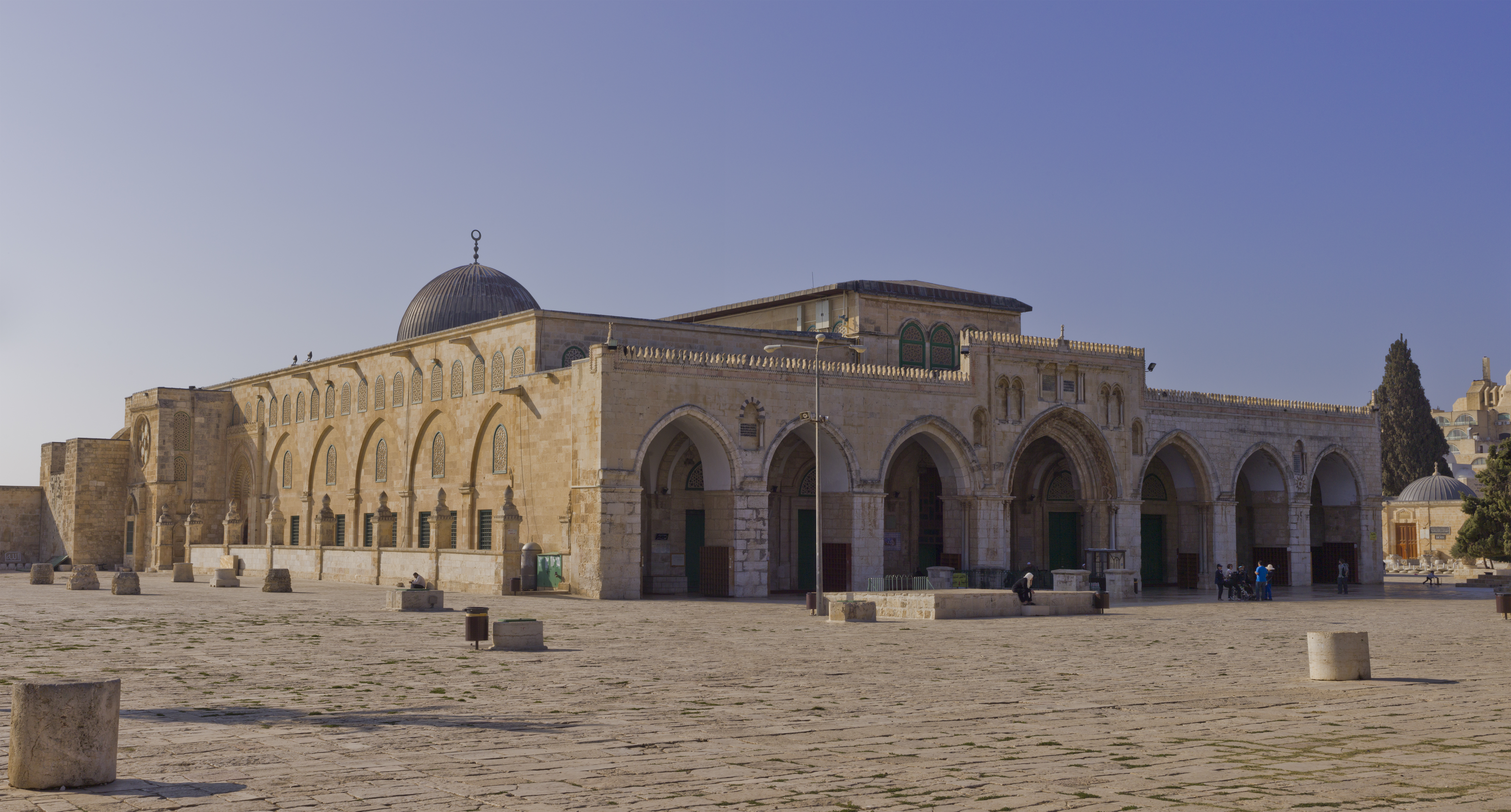
Mezquita de Al-Aqsa.

La mezquita de al-Aqsa está considerada la tercera mezquita más sagrada del islam suní, como se establece, entre otros, en un hadiz de la colección Sahih al-Bukhari, donde se dice que Abu Darda comentóː 

"El profeta de Dios, Mahoma, dijo que en una oración en la Mezquita Sagrada (en La Meca) vale tanto como 100.000 oraciones; una oración en mi mezquita (en Medina) vale por 1.000 oraciones; y una oración en la Mezquita de al-Aqsa vale 500 oraciones más que una oración en cualquier otra mezquita.
Sahih al-Bukhari

Los musulmanes creen que fue la segunda mezquita construida en el mundo, tras la Masjid al-Haram de La Meca, como refleja el hadiz 585ː 

Abu Dhar narróː Yo dije, "¡Oh, apóstol de Aláǃ ¿Cuál fue la primera mezquita en construirse sobre la faz de la tierra?". Él dijo, "Al-Masjid al-Haram (en La Meca)". Yo dije, "Cuál se construyó después?". Él respondió, "La mezquita de al-Aqsa (en Jerusalén)". Yo dije, "¿Cuál fue el periodo de construcción entre ambas?". Él dijo, "Cuarenta años". Él añadió, "Dondequiera (que tú estés, y) que llegue el momento de la oración, realiza la oración allí, ya que lo mejor es hacerlo así". (Sahih al-Bukhari, Volumen 4, libro 55, hadiz nº 585).
Sahih al-Bukhari, Volumen 4, Libro 55, Hadiz 585

Según la tradición islámica, fue en la mezquita de al-Aqsa donde Mahoma oró la noche de su Viaje Nocturno, poco antes de ascender a los cielos guiado por el arcángel Jibril (Gabriel).

## Textos sagrados

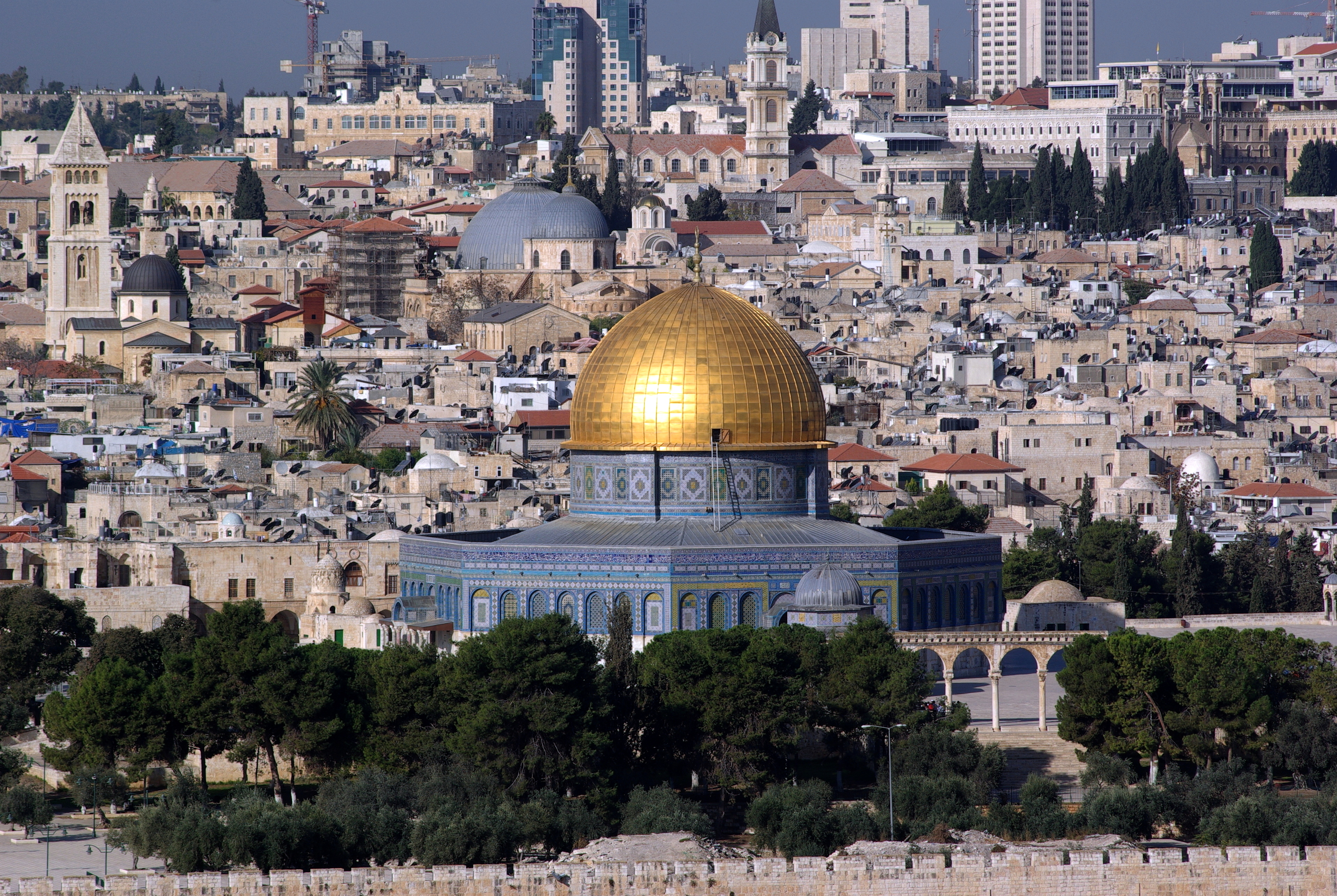
La Cúpula de la Roca, construida durante el Califato Omeya.

Aunque el Corán no menciona en ningún momento el nombre de Jerusalén (ni tampoco su nombre árabe, al-Quds), el islam ha identificado desde una época muy temprana la Mezquita Más Lejana con la Mezquita de al-Aqsa en Jerusalén, tanto en biografías del propio Mahoma como en hadices y tafsirs. El viaje de Mahoma a la Mezquita Más Lejana aparece en el Corán, en el verso 17:1., que afirma:

"Exaltado sea Él que llevó a Su Sirviente por la noche de al-Masjid al-Haram hasta al-Masjid al- Aqsa, cuyos alrededores Nosotros hemos bendecido, para mostrarle Nuestros signos. De hecho, Él es el Oído, la Vista."
Corán, Sura 17 (Al-Is'ra), aleya 1

Jerusalén aparece nombrado ya de una manera más concreta en la biografía de Mahoma realizada por Ibn Ishaq en el siglo VIII, donde afirmaː

"Entonces el apóstol fue llevado de noche desde la mezquita de La Meca hasta Masjid al-Aqsa, que es el templo de Aelia" (Aelia Capitolina fue el nombre oficial romano y bizantino para Jerusalén desde el año 130 d.C hasta la conquista musulmana).
Ibn Ishaq, Siglo VIII

Además, en un hadiz aparecen específicamente las palabras de Mahoma diciendo que la Mezquita de Al Aqsa se encuentra ubicada en Jerusalén, narrando cómo Alá le mostró a Mahoma dicha ciudad cuando algunos de sus oyentes parecían incrédulos sobre su Viaje Nocturno:

"Que él oyó al apóstol de Alá decir "Cuando la gente de Quraish no me creyó, me levanté en Al-Hijr y Alá me mostró Jerusalén frente a mí, y comencé a describírselo mientras lo miraba."
Sahih al-Bukhari: Volumen 5, Libro 58, Hadiz 226.

Los tafsirs (comentarios sobre el Corán) usan el término "la Mezquita Más Lejana" (literalmente, al-Masjid al-Aqsa en árabe) para referirse a todo el Monte del Templo en Jerusalén. Además de los mencionados anteriormente, una serie de textos sagrados musulmanes hace referencia a Jerusalén, a la Mezquita de Al-Aqsa o a la Cúpula de la Roca:

“No debería emprenderse viaje alguno para visitar ninguna mezquita, salvo tres: esta mezquita mía, al-Masjid al-Haraam y Masjid al-Aqsa”
Abu Hurairah, compañero del Profeta Mahoma

“El punto más sagrado de la tierra es Siria; el punto más sagrado de Siria es Palestina; el punto más sagrado de Palestina es Jerusalén (Bayt al-maqdis); el punto más sagrado de Jerusalén es la Montaña; el punto más sagrado de la Montaña es el lugar de oración (al-masjid), y el punto más sagrado del lugar de oración es la Cúpula”
Thawr ibn Yazid, aprox. 770 d.C.

“Zayd ibn Thabit informa de que el Profeta dijo: “Cuán bendito es al-Sham!”. Los compañeros a su alrededor le preguntaron “¿Por qué es así?”. El Mensajero respondió “Veo los ángeles de Alá desplegar sus alas sobre al-Sham”. Ibn Abbas añadió: “y los Profetas vivieron en ella. No hay un solo palmo de Al-Quds (Jerusalén) donde un Profeta no haya rezado o un ángel no se haya posado.”
Hadiz Tirmidhi –recopilado entre 864-5 y 884